# لغة علمية (تصنيف لغوي)
اللغة العلمية هي شكل من أشكال النثر يتضمن مصطلحات علمية محددة، ويهدف إلى صياغة استنتاجات مستمدة من التجارب والملاحظات. تُستخدم في النصوص العلمية، وهي موضوعية وموجزة وتجريبية.